# Herbertorossia orakaivai
Herbertorossia orakaivai är en nattsländeart som beskrevs av Douglas E. Kimmins 1962. Herbertorossia orakaivai ingår i släktet Herbertorossia och familjen ryssjenattsländor. Inga underarter finns listade i Catalogue of Life.